# RatDog
RatDog (nebo také Bob Weir and RatDog) je americká rocková skupina. Skupinu založili po rozpadu Grateful Dead Bob Weir a Rob Wasserman. Od roku 2010 skupina nekoncertuje, protože Weir je členem dalšího projektu, skupiny Furthur.